# Cyklooktatetraen
Cyklooktatetraen – organiczny związek chemiczny, cykliczny węglowodór ze sprzężonymi wiązaniami podwójnymi z grupy polienów. Nie jest aromatyczny, ponieważ nie spełnia reguły Hückla.

## Historia
Cyklooktatetraen został po raz pierwszy wytworzony przez Richarda Willstättera w 1905 roku w wyniku eliminacji Hofmanna pseudopelletieryny:

## Struktura

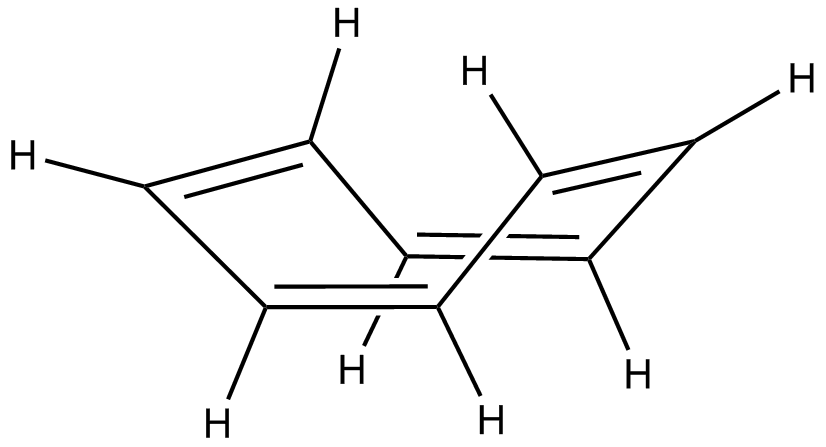
Cyklooktatetraen w konformacji łódkowej

Podczas pierwszych badań stało się jasne, że reaktywność cyklooktatetraenu nie odpowiada chemii związków aromatycznych. Eksperymenty oparte na dyfrakcji elektronów wykazały, że wszystkie długości wiązań węgiel–węgiel są takie same, a wszystkie kąty C−C−C mają 120°, sugerując znaczny stopień rezonansu i konformację koronową. Wkrótce jednak wyniki badań rentgenograficznych wykazały, że danym eksperymentalnym najlepiej odpowiada konformacja łódkowa, z naprzemiennie występującymi wiązaniami pojedynczymi (1,54 Å) i podwójnymi (1,34 Å) i kątami C=C−C wynoszącymi 125°.

## Występowanie
Cykooktatetraen został wyizolowany z niektórych grzybów.